# Fábio Samuel Amorim Silva
Fábio Samuel Amorim Silva, meglio noto come Samu (Santa Maria da Feira, 21 aprile 1996), è un calciatore portoghese, centrocampista del Vitória Guimarães.

## Caratteristiche tecniche
È un mediano.

## Carriera

### Club
Cresciuto nelle giovanili del Boavista, ha esordito in prima squadra il 24 agosto 2013 in occasione del match di campionato vinto 3-1 contro il Sousense.

### Nazionale
Ha giocato nella nazionale portoghese Under-19.

## Statistiche

### Presenze e reti nei club
Statistiche aggiornate al 21 settembre 2023.
| Stagione        | Squadra         | Campionato      | Campionato | Campionato | Coppe nazionali | Coppe nazionali | Coppe nazionali | Coppe continentali | Coppe continentali | Coppe continentali | Altre coppe | Altre coppe | Altre coppe | Totale | Totale | Totale |
| Stagione        | Squadra         | Comp            | Pres       | Reti       | Comp            | Pres            | Reti            | Comp               | Pres               | Reti               | Comp        | Pres        | Reti        | Pres   | Reti   |        |
| --------------- | --------------- | --------------- | ---------- | ---------- | --------------- | --------------- | --------------- | ------------------ | ------------------ | ------------------ | ----------- | ----------- | ----------- | ------ | ------ | ------ |
| 2013-2014       | Boavista        | SD              | 8          | 0          | CP+CdL          | 0+0             | 0+0             |                    | -                  | -                  |             | -           | -           | 8      | 0      |        |
| 2014-2015       | Boavista        | PL              | 0          | 0          | CP+CdL          | 0+3             | 0+0             |                    | -                  | -                  |             | -           | -           | 3      | 0      |        |
| 2015-2016       | Boavista        | PL              | 4          | 0          | CP+CdL          | 1+1             | 0+0             |                    | -                  | -                  |             | -           | -           | 6      | 0      |        |
| 2016-2017       | Boavista        | PL              | 5          | 0          | CP+CdL          | 0+0             | 0+0             |                    | -                  | -                  |             | -           | -           | 5      | 0      |        |
| Totale Boavista | Totale Boavista | Totale Boavista | 17         | 0          |                 | 5               | 0               |                    | -                  | -                  |             | -           | -           | 22     | 0      |        |
| 2016-2017       | Fafe            | SL              | 21         | 3          | CP+CdL          | 0+0             | 0+0             |                    | -                  | -                  |             | -           | -           | 21     | 3      |        |
| 2017-2018       | Espinho         | SL              | 26         | 9          | CP+CdL          | 0+0             | 0+0             |                    | -                  | -                  |             | -           | -           | 26     | 9      |        |
| 2018-2019       | Boavista        | PL              | 1          | 0          | CP+CdL          | 0+0             | 0+0             |                    | -                  | -                  |             | -           | -           | 1      | 0      |        |
| 2019-2020       | Vizela          | CP              | 18         | 2          | CP+CdL          | 2+0             | 2+0             |                    | -                  | -                  |             | -           | -           | 20     | 4      |        |
| 2020-2021       | Vizela          | SL              | 34         | 8          | CP+CdL          | 2+0             | 1+0             |                    | -                  | -                  |             | -           | -           | 36     | 9      |        |
| 2021-2022       | Vizela          | PL              | 30         | 4          | CP+CdL          | 3+1             | 0+0             |                    | -                  | -                  |             | -           | -           | 34     | 4      |        |
| 2022-2023       | Vizela          | PL              | 33         | 3          | CP+CdL          | 2+2             | 0+0             |                    | -                  | -                  |             | -           | -           | 37     | 3      |        |
| 2023-2024       | Vizela          | PL              | 5          | 2          | CP+CdL          | 0+2             | 0+1             |                    | -                  | -                  |             | -           | -           | 7      | 3      |        |
| Totale Vizela   | Totale Vizela   | Totale Vizela   | 120        | 19         |                 | 14              | 4               |                    | -                  | -                  |             | -           | -           | 134    | 23     |        |
| Totale carriera | Totale carriera | Totale carriera | 185        | 31         |                 | 19              | 4               |                    | -                  | -                  |             | -           | -           | 204    | 35     |        |